# Damigny
Damigny ist eine französische Gemeinde mit 2.425 Einwohnern (Stand: 1. Januar 2022) im Département Orne in der Region Normandie. Damigny gehört zum Arrondissement Alençon und zum Kanton Damigny. Die Gemeinde ist Teil des Gemeindeverbandes Communauté urbaine d’Alençon. Die Einwohner werden Damigniens genannt.

## Geschichte

### Internierungslager Damigny
In der zweiten Hälfte des Jahres 1939 wurde als Internierungslager 2 in Damigny das Camp de Damigny eingerichtet. Es beherbergte unerwünschte Ausländer, vor allem Deutsche und Österreicher. Laut AJPN befand sich hier eines der größten Lager in Frankreich und beherbergte bis zu 20.300 Internierte. FMD berichtet allerdings nur von ca.  2.000 Personen im Camp, das als C.R.E. fungierte.
Die ersten Internierten sollen im Straßenbau gearbeitet haben. Als das Lager aber im Mai 1940 geschlossen wurde, sollen die 863 verbliebenen Internierten nicht in Arbeitsbrigaden   (C.T.E.) überstellt worden sein. Nach Eggers (S. 69) wurden sie am 12. Mai in eine alte Munitionsfabrik in einer Vorstadt von Bordeaux transferiert.
Als im Juni 1939 die Irrfahrt der St. Louis in Antwerpen endete und Frankreich sich bereiterklärte, 239 Passagiere aufzunehmen, wurden diese im Camp de Damigny untergebracht.
Während des deutschen Vormarsches seien in Damigny 1940 einige Wehrmachtssoldaten bis zum Eintreffen der Besatzungstruppen gefangen gehalten worden. Das Camp sei dann als Lager für deutsche Militärausrüstung verwendet worden. Ab April 1943 diente es zur Inhaftierung französischer Widerstandskämpfer, bevor in Damigny Angehörige der alliierten Landungstruppen festgehalten wurden und anschließend deutsche Kriegsgefangene.

## Geographie
Damigny ist eine banlieue im Nordwesten von Alençon. Sie wird vom Flüsschen Briante durchquert, das zur Sarthe entwässert. Umgeben wird Damigny von den Nachbargemeinden Colombiers im Norden und Nordwesten, Valframbert im Osten und Nordosten, Alençon im Süden und Südosten, Condé-sur-Sarthe im Südwesten und Lonrai im Westen.
Durch die Gemeinde führt die Route nationale 12.

## Bevölkerungsentwicklung
| Jahr          | 1962 | 1968 | 1975 | 1982 | 1990 | 1999 | 2006 | 2012 |
| ------------- | ---- | ---- | ---- | ---- | ---- | ---- | ---- | ---- |
| Einwohnerzahl | 1147 | 1334 | 2305 | 2458 | 2495 | 2917 | 2875 | 2763 |

## Persönlichkeiten
- Achille François Oudinot (1820–1891), Maler